# SGS Microelettronica
SGS Microelettronica S.p.A. era una azienda italiana attiva nella produzione di dispositivi a semiconduttore, nell'ambito della microelettronica. Era l'unica azienda italiana operante in quel settore.

## Storia
Nata il 29 dicembre 1972 come SGS-Ates Componenti elettronici S.p.A. risultato di una fusione tra Società Generale Semiconduttori e ATES, il 23 aprile 1985 SGS Ates diventa SGS Microelettronica. Nel giugno 1987 la società diventa SGS-Thomson Microelectronics a seguito della fusione con la Thomson Semiconducteurs e la sede dall'Italia si trasferisce a Saint-Genis-Pouilly.
SGS Thomson era considerata 14° tra i 20 maggiori fornitori di semiconduttori: le vendite arrivavano a 850 milioni di dollari.
Nel 1989 nell'azionariato di SGS-Thomson subentra Finmeccanica a STET, nell'ambito di un processo di riorganizzazione dell'IRI. 
L'8 dicembre 1994 la società si quota al CAC 40 ed al NYSE. 
Nel maggio 1998, Thomson vende le sue quote e SGS-Thomson diventa STMicroelectronics; nel dicembre dello stesso anno la società viene quotata a Piazza Affari.

## Prodotti

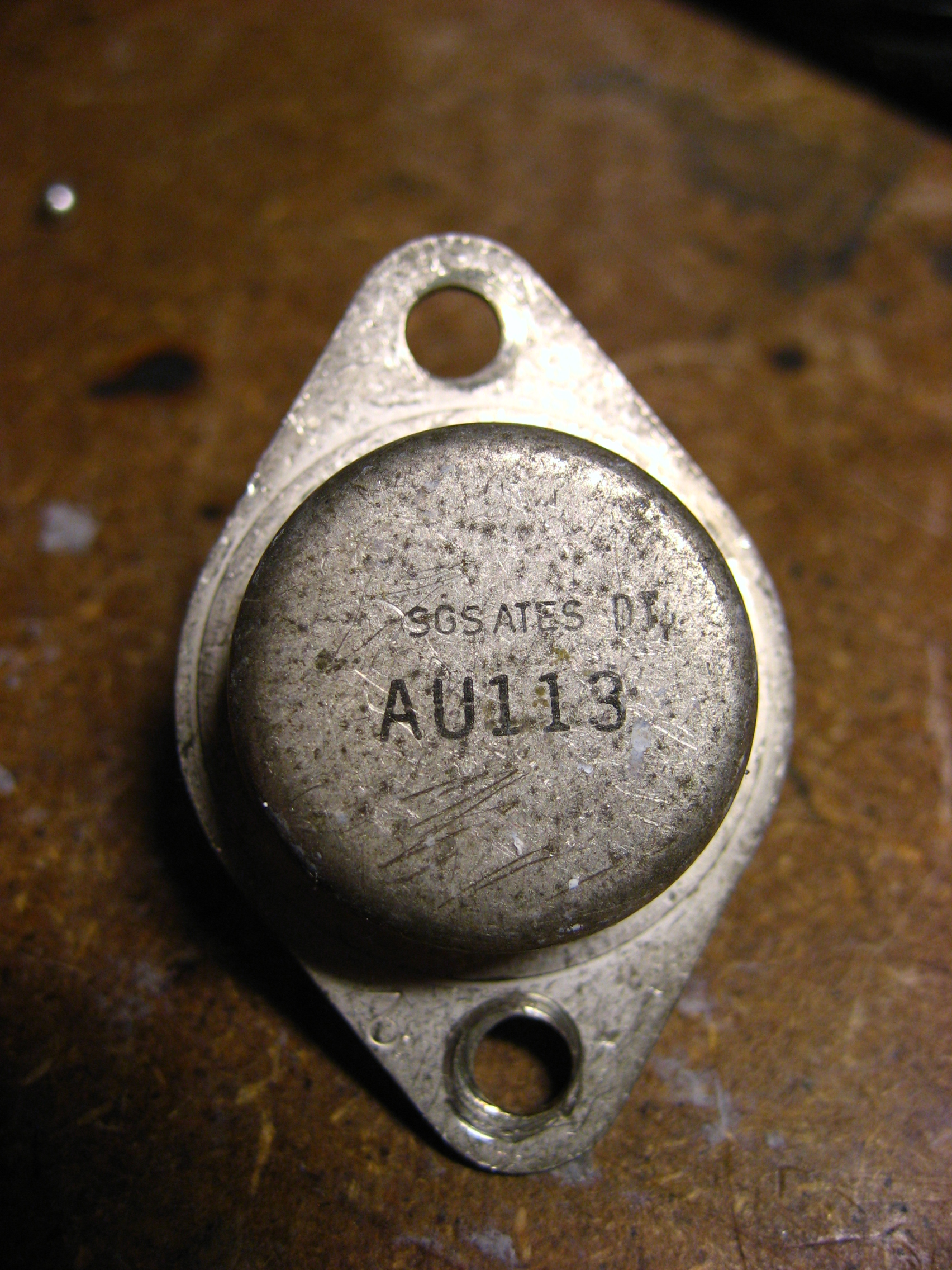
Transistor al germanio AU113
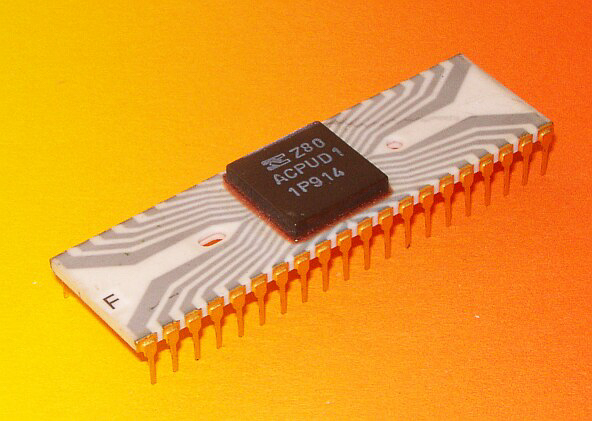
SGS Ates Z80A, clone dello Zilog Z80
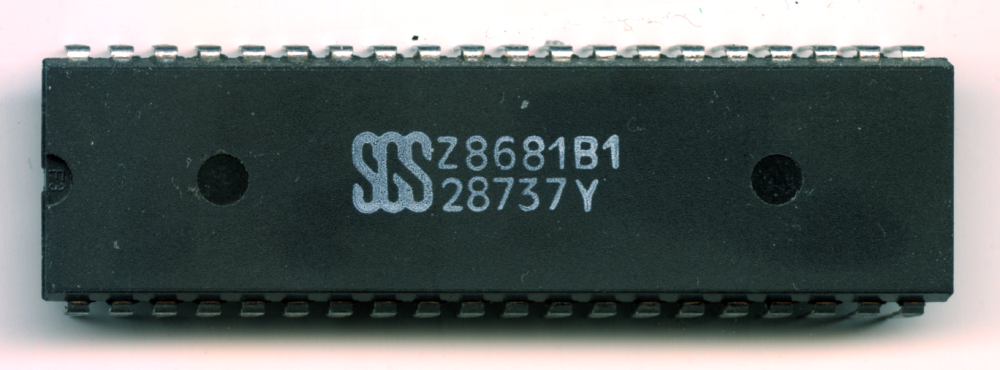
SGS Z8681B1, clone dello Zilog Z8